# Гайдар (Гагаузія)
Гайда́р (рум. Gaidar) — село в Чадирського округу Гагаузії Молдови, утворює окрему комуну.
Село розташоване на річці Лунгуца.
Населення утворюють в основному гагаузи — 4368 осіб, живуть також росіяни — 47, болгари  — 37, молдовани — 32, українці — 25, цигани — 12.